# Robin Le Normand
Robin Aimé Robert Le Normand (sinh ngày 11 tháng 11 năm 1996), thường được biết đến với tên gọi Robin Le Normand, là một cầu thủ bóng đá chuyên nghiệp hiện đang thi đấu ở vị trí trung vệ cho câu lạc bộ La Liga Atletico Madrid. Sinh ra ở Pháp, anh thi đấu cho đội tuyển bóng đá quốc gia Tây Ban Nha.
Anh bắt đầu sự nghiệp thi đấu của mình trong màu áo câu lạc bộ Brest vào năm 2016, trước khi chuyển sang đầu quân cho Real Sociedad và dành cả sự nghiệp thi đấu trong màu áo này. Đến năm 2024, anh chuyển sang khoác áo cho Atletico Madrid.
Là người sinh ra tại Pháp, song Le Normand chưa từng khoác áo bất kỳ cấp độ nào trong màu áo đội tuyển Pháp. Năm 2023, Le Normand nhập tịch thành công để trở thành người Tây Ban Nha, kể từ đó anh đại diện cho đất nước Tây Ban Nha tham dự và cùng với các đồng đội lên ngôi vô địch UEFA Nations League cùng năm và UEFA Euro 2024.

## Sự nghiệp câu lạc bộ

### Brest
Sinh ra tại Pabu, Côtes-d'Armor, Bretagne, Le Normand bắt đầu sự nghiệp của mình trong màu áo Brest với tư cách là cầu thủ đội trẻ. Ngày 21 tháng 9 năm 2013, anh ra mắt đội một với tư cách là cầu thủ đội dự bị trong trận thua 1–0 trên sân khách CFA 2 trước Lannion.
Le Normand ghi bàn thắng đầu tiên cho đội một vào ngày 19 tháng 3 năm 2016 khi ghi bàn thắng thứ ba cho đội trong trận hòa 3–3 tại Fougères. Đến ngày 15 tháng 4, anh có trận ra mắt cho đội một trong trận thua 2–1 trên sân khách trước Sochaux tại Ligue 2.

### Real Sociedad
Ngày 5 tháng 7 năm 2016, Le Normand ký hợp đồng có thời hạn hai năm với Real Sociedad và được phân công vào đội B ở Segunda División B. Anh đã nhận được một hợp đồng hai năm mới vào tháng 8 năm 2018.
Le Normand ra mắt đội một tại La Liga vào ngày 26 tháng 11 năm 2018 trong trận chiến thắng 2–1 trên sân nhà trước Celta Vigo. Ngày 12 tháng 2 năm 2019, anh gia hạn hợp đồng với đội bóng này cho đến năm 2022 và sau đó được đôn lên đội hình chính vào ngày 9 tháng 6.
Sau sự ra đi của Héctor Moreno, Le Normand trở thành một phần không thể thiếu trong đội hình xuất phát. Anh ghi bàn thắng đầu tiên ở La Liga vào ngày 30 tháng 11 năm 2019 qua việc mở tỷ số trong chiến thắng 4–1 trên sân nhà trước Eibar. Màn trình diễn xuất sắc trong mùa giải đó đã giúp anh được ban lãnh đạo khen thưởng bằng việc gia hạn hợp đồng đến năm 2024 vào ngày 4 tháng 6 năm 2020. Sang ngày 19 tháng 12 cùng năm, anh ghi bàn trong chiến thắng 8–0 trước câu lạc bộ Tercera División Becerril ở vòng đầu tiên của Copa del Rey, bên cạnh đó anh cũng được ra sân trong chiến thắng 1–0 trước đối thủ trong trận derby xứ Basque là Athletic Bilbao ở trận chung kết bị trì hoãn do COVID-19 vào ngày 3 tháng 4 năm 2021.
Le Normand được chọn là Cầu thủ xuất sắc nhất tháng của La Liga vào tháng 10 năm 2021, trở thành hậu vệ đầu tiên làm được điều này kể từ Diego Godín của Atlético Madrid vào năm 2014. Anh tiếp tục giữ vững phong độ của mình khi ra sân thi đấu 48 trên 51 trận trong mùa giải 2021–22 và chỉ vắng mặt một trận ở giải vô địch quốc gia do án treo giò. Sau khi kết thúc mùa giải, anh gia hạn hợp đồng của mình đến năm 2026.

### Atlético Madrid
Ngày 27 tháng 7 năm 2024, Atlético Madrid đã công bố thỏa thuận với Real Sociedad về việc ký hợp đồng với Le Normand. Đến ngày 3 tháng 8 cùng năm, Le Normand chính thức trở thành cầu thủ mới của Atlético Madrid và anh ký hợp đồng có thời hạn 5 năm.

## Sự nghiệp quốc tế
Tháng 5 năm 2023, Hội đồng Bộ trưởng Tây Ban Nha đã cấp quốc tịch Tây Ban Nha cho Le Normand sau khi anh sống ở Tây Ban Nha gần bảy năm, điều này có nghĩa là anh đủ điều kiện thi đấu cho Đội tuyển bóng đá quốc gia Tây Ban Nha. Vào ngày 2 tháng 6, anh được đưa vào đội hình 23 cầu thủ của Tây Ban Nha tham dự UEFA Nations League và ra mắt 13 ngày sau đó trong chiến thắng 2–1 trước Ý trong trận bán kết, nơi anh thi đấu ở vị trí trung vệ cùng với một cầu thủ Pháp nhập tịch khác là Aymeric Laporte. Ngày 18 tháng 6, anh giành chức vô địch UEFA Nations League sau khi Tây Ban Nha đánh bại Croatia sau loạt sút luân lưu trong trận chung kết, trận đấu mà anh cũng có mặt trong đội hình xuất phát.
Ngày 19 tháng 11 năm 2023, Le Normand ghi bàn thắng đầu tiên cho Tây Ban Nha trong trận chiến thắng 3–1 trước Gruzia, trận đấu cuối cùng của vòng loại UEFA Euro 2024 của Tây Ban Nha, khi mở tỷ số ở phút thứ 4 sau đường kiến tạo của đồng đội Ferran Torres.
Tháng 6 năm 2024, Le Normand được điền tên vào đội hình Tây Ban Nha tham dự UEFA Euro 2024 tại Đức. Anh có mặt trong đội hình chính trong trận đấu vòng bảng đầu tiên của đội và chơi trọn vẹn trận đấu ở vị trí trung vệ khi Tây Ban Nha đánh bại Croatia với tỷ số 3–0 tại Sân vận động Olympic ở Berlin. Le Normand cùng với các thành viên khác trong đội tuyển đã trở thành nhà vô địch châu Âu khi Tây Ban Nha giành chiến thắng 2–1 trước Anh trong trận chung kết.

## Đời tư
Le Normand có một người em trai tên là Théo, một cầu thủ bóng đá chuyên nghiệp đã bắt đầu sự nghiệp thi đấu của mình trong màu áo câu lạc bộ Guingamp vào năm 2021.

## Thống kê sự nghiệp

### Câu lạc bộ
Tính đến ngày 16 tháng 5 năm 2024
| Câu lạc bộ          | Mùa giải            | Giải vô địch        | Giải vô địch | Giải vô địch | Cúp quốc gia | Cúp quốc gia | Châu lục | Châu lục | Khác | Khác | Tổng cộng | Tổng cộng |
| Câu lạc bộ          | Mùa giải            | Hạng đấu            | Trận         | Bàn          | Trận         | Bàn          | Trận     | Bàn      | Trận | Bàn  | Trận      | Bàn       |
| ------------------- | ------------------- | ------------------- | ------------ | ------------ | ------------ | ------------ | -------- | -------- | ---- | ---- | --------- | --------- |
| Brest II            | 2013–14             | CFA 2               | 7            | 0            | —            | —            | —        | —        | —    | —    | 7         | 0         |
| Brest II            | 2014–15             | CFA 2               | 13           | 0            | —            | —            | —        | —        | —    | —    | 13        | 0         |
| Brest II            | 2015–16             | CFA 2               | 19           | 2            | —            | —            | —        | —        | —    | —    | 19        | 2         |
| Brest II            | Tổng cộng           | Tổng cộng           | 39           | 2            | —            | —            | —        | —        | —    | —    | 39        | 2         |
| Brest               | 2015–16             | Ligue 2             | 1            | 0            | 0            | 0            | —        | —        | —    | —    | 1         | 0         |
| Real Sociedad B     | 2016–17             | Segunda División B  | 26           | 1            | —            | —            | —        | —        | —    | —    | 26        | 1         |
| Real Sociedad B     | 2017–18             | Segunda División B  | 38           | 2            | —            | —            | —        | —        | —    | —    | 38        | 2         |
| Real Sociedad B     | 2018–19             | Segunda División B  | 18           | 1            | —            | —            | —        | —        | —    | —    | 18        | 1         |
| Real Sociedad B     | Tổng cộng           | Tổng cộng           | 82           | 4            | —            | —            | —        | —        | —    | —    | 82        | 4         |
| Real Sociedad       | 2018–19             | La Liga             | 4            | 0            | 3            | 0            | —        | —        | —    | —    | 7         | 0         |
| Real Sociedad       | 2019–20             | La Liga             | 31           | 1            | 8            | 1            | —        | —        | —    | —    | 39        | 2         |
| Real Sociedad       | 2020–21             | La Liga             | 33           | 0            | 2            | 0            | 7        | 0        | 1    | 0    | 43        | 0         |
| Real Sociedad       | 2021–22             | La Liga             | 37           | 1            | 4            | 0            | 7        | 1        | —    | —    | 48        | 2         |
| Real Sociedad       | 2022–23             | La Liga             | 33           | 0            | 4            | 0            | 4        | 0        | —    | —    | 41        | 0         |
| Real Sociedad       | 2023–24             | La Liga             | 29           | 2            | 7            | 0            | 7        | 0        | —    | —    | 43        | 2         |
| Real Sociedad       | Tổng cộng           | Tổng cộng           | 167          | 4            | 28           | 1            | 25       | 1        | 1    | 0    | 221       | 6         |
| Atlético Madrid     | 2024–25             | La Liga             | 1            | 0            | 0            | 0            | 0        | 0        | —    | —    | 1         | 0         |
| Tổng cộng sự nghiệp | Tổng cộng sự nghiệp | Tổng cộng sự nghiệp | 288          | 10           | 28           | 1            | 25       | 1        | 1    | 0    | 342       | 12        |

1. ↑  Bao gồm Coupe de France và Copa del Rey
2. ↑  Bao gồm lần ra sân tại Chung kết Cúp Nhà vua Tây Ban Nha 2020 (được tổ chức vào năm 2021)
3. 1 2 3  Ra sân tại UEFA Europa League
4. ↑  Ra sân tại Supercopa de España
5. 1 2  Ra sân tại UEFA Champions League

### Quốc tế
Tính đến ngày 14 tháng 7 năm 2024
| Đội tuyển quốc gia | Năm       | Trận | Bàn |
| ------------------ | --------- | ---- | --- |
| Tây Ban Nha        | 2023      | 8    | 1   |
| Tây Ban Nha        | 2024      | 9    | 0   |
| Tổng cộng          | Tổng cộng | 17   | 1   |

#### Bàn thắng quốc tế
Tính đến ngày 14 tháng 7 năm 2024
Tỷ số và kết quả liệt kê bàn thắng của Tây Ban Nha được để trước, cột tỷ số cho biết tỷ số sau mỗi bàn thắng của Le Normand.
| # | Ngày                 | Địa điểm                                            | Trận | Đối thủ | Bàn thắng | Kết quả | Giải đấu                 |
| - | -------------------- | --------------------------------------------------- | ---- | ------- | --------- | ------- | ------------------------ |
| 1 | 19 tháng 11 năm 2023 | Sân vận động José Zorrilla, Valladolid, Tây Ban Nha | 8    | Gruzia  | 1–0       | 3–1     | Vòng loại UEFA Euro 2024 |

## Danh hiệu
Real Sociedad
- Copa del Rey: 2019–20[11][27]

Tây Ban Nha
- UEFA European Championship: 2024[23]
- UEFA Nations League: 2022–23[28]

Cá nhân
- Cầu thủ xuất sắc nhất tháng của La Liga: Tháng 10 năm 2021[12]